# Kanton Pontacq
Kanton Pontacq (francouzsky Canton de Pontacq) je francouzský kanton v departementu Pyrénées-Atlantiques v regionu Akvitánie. Tvoří ho 12 obcí.

## Obce kantonu
- Barzun
- Espoey
- Ger
- Gomer
- Hours
- Labatmale
- Limendous
- Livron
- Lourenties
- Lucgarier
- Pontacq
- Soumoulou